# María Dolores del Río
María Dolores del Río Sánchez (Hermosillo, Sonora, 10 de octubre de 1960). Fue alcaldesa de Hermosillo, Sonora de (2003-2006), en ese tiempo la ciudad ganó el premio de Nacional de Transparencia y fue reconocido de manera nacional e internacional por sus programas de participación ciudadana. También fue electa presidenta de la Asociación de Municipios de México A.C. (A.M.M.A.C.) a nivel nacional del 2004. 2006.
En noviembre de 2024 recibió la Presea al Poderío de las Mujeres Sonorenses en la categoría Política Sonorense que otorga el Congreso del Estado de Sonora.
Como legisladora fue diputada local en dos ocasiones (2003 –2006 y 2018-2021), siempre promovió las causas por los derechos de las mujeres, en el 2001 la iniciativa para reformar el código penal y civil en materia de violencia familiar logró que desde ese año la violencia familiar fuera delito en Sonora. También, el 2019 presentó la iniciativa para tipificar el delito de maltrato infantil, la cual fue aprobada el mismo año.
Fue militante del Partido Acción Nacional y de Movimiento Ciudadano; desde el 2020 dejó su afiliación partidista y se sumó a la campaña del candidato a la gubernatura Alfonso Durazo Montaño, donde se desempeñó como coordinadora de campaña. 
En 2021 formó parte del gabinete del gobernador de Sonora Alfonso Durazo Montaño, donde se desempeñó como Secretaria de Seguridad Pública. 
El 29 de enero de 2024 renunció al cargo de Secretaria de Seguridad Pública para ser precandidata única a la presidencia del municipio de Hermosillo por la candidatura común Morena, Partido del Trabajo, Partido Verde, Nueva Alianza y Partido Encuentro Solidario en el estado. En su lugar fue nombrado Benjamín González Caballero.
En la actual administración, desempeñó el cargo de Secretaria de Seguridad Pública en el Estado de Sonora del 2021 al 2024.
El 3 de octubre de 2024, es nombrada Contralora General del Estado de Sonora.
Coordinó la transición a la nueva Secretaría Anticorrupción y Buen Gobierno de Sonora en diciembre de 2024.

## Biografía
María Dolores del Río Sánchez (Hermosillo, Sonora, 10 de octubre de 1960). Licenciada
en Ciencias de la Comunicación por la Universidad ITESO en Guadalajara, Jalisco. Con Maestría en Filosofía y
Humanidades Casa LAMM. 
Se inició en el servicio público como productora fundadora de Radio Sonora en 1982.
Tiempo después desempeñó el cargo de directora general de Comunicación Social del
Ayuntamiento de Hermosillo de 1997 al 2000; este último año, inició su trayectoria política,
cuando fue elegida Diputada al Congreso de Sonora, cargo que ha ocupado en dos
ocasiones (2000-2003; 2018-2021) siempre impulsando las causas por los derechos de las
mujeres; en el 2001 presentó la iniciativa para reformar el código penal y civil en materia de
violencia familiar con lo que se logró que desde ese año la violencia familiar fuera delito en
Sonora. También, en el 2019 presentó la iniciativa para tipificar el delito de maltrato infantil,
la cual fue aprobada el mismo año. Así como en temas de transparencia y anticorrupción;
presentó la iniciativa de Ley de Austeridad del Estado de Sonora, que se aprobó y continúa
vigente; y la Ley que crea las Comisiones Anticorrupción en los Ayuntamientos.
En 2003, ganó las elecciones locales convirtiéndose en Presidenta Municipal de Hermosillo
para el periodo que concluyó en 2006. En su gestión, el municipio obtuvo el Premio Nacional
de Transparencia; fue además presidenta de la Asociación de Municipios de México, AC., y
vicepresidente de la Federación Latinoamericana de Ciudades, Municipios y Asociaciones. En
2009 fue elegida diputada federal de representación para la LXI Legislatura. Posteriormente, ocupó el cargo de directora general del INEA.
El 14 de febrero de 2008 anunció públicamente su intención de ser candidata del PAN a Gobernadora de Sonora en las Elecciones de 2009, sumando a su campaña el 21 de julio del mismo año el exaspirante David Figueroa Ortega.
El 1 de febrero de 2009 se registró oficialmente como precandidata a la gubernatura por su partido, y el 1 de marzo se llevó a cabo la primera jornada electoral en 16 municipios del centro del estado de Sonora, incluyendo Hermosillo, en los resultados oficiales quedó en segundo lugar, obteniendo un total de 1,709 votos que representaron el 35.00% del total, correspondiente el triunfo a su competidor Guillermo Padrés Elías; ante ello, al día siguiente anunció su retiro de la competencia por candidatura, aunque sin declinar a favor de ninguno de sus competidores en particular.
En 2009 fue elegida diputada federal plurinominal a la LXI Legislatura.
El 3 de diciembre de 2014 abandonó su militancia en el Partido Acción Nacional, en el cual participaba desde 1997, para construir un proyecto ciudadano para Hermosillo. Fue candidata nuevamente a la alcaldía de Hermosillo por el partido Movimiento Ciudadano en las Elecciones estatales de Sonora de 2015.
Desde octubre de 2016 a diciembre de 2018 fue Coordinadora Estatal en Sonora de Movimiento Ciudadano. 
Fue Diputada de representación de Movimiento Ciudadano en la LXII Legislatura del Congreso del Estado de Sonora.
En 2021 formó parte del gabinete del gobernador de Sonora Alfonso Durazo Montaño, donde se desempeñó como Secretaria de Seguridad Pública.
El 29 de enero de 2024 renunció al cargo de Secretaria de Seguridad Pública para ser precandidata única a la presidencia del municipio de Hermosillo por la candidatura común Morena, Partido del Trabajo, Partido Verde, Nueva Alianza y Partido Encuentro Solidario en el estado. En su lugar fue nombrado Benjamín González Caballero.
En la actual administración, desempeñó el cargo de Secretaria de Seguridad Pública en el
Estado de Sonora del 2021 al 2024.
El 3 de octubre de 2024, es nombrada Contralora General del Estado de Sonora.
Coordinó la transición a la nueva Secretaría Anticorrupción y Buen Gobierno de Sonora en diciembre de 2024.